# Iratzio
Iratzio är en ort i Mexiko.   Den ligger i kommunen Morelia och delstaten Michoacán de Ocampo, i den södra delen av landet, 240 km väster om huvudstaden Mexico City. Iratzio ligger 2 234 meter över havet och antalet invånare är 1 003.
Terrängen runt Iratzio är huvudsakligen kuperad, men åt nordost är den platt. Runt Iratzio är det tätbefolkat, med 493 invånare per kvadratkilometer. Närmaste större samhälle är Villa Magna, 9,9 km öster om Iratzio. I omgivningarna runt Iratzio växer huvudsakligen savannskog.